# Штамповані сита

Штампо́вані си́та (решета) — виготовляються з листової сталі застосовуються при просіванні (грохочення) корисних копалин по крупності від 5 до 300 мм. Однак, найчастіше ш.с. застосовують для грохочення по крупності 10 – 150 мм, при необхідності мати більші отвори перевагу віддають колосниковим решіткам, при необхідності мати менші отвори – дротяним сіткам. Ш.с. (решета) являють собою сталеві листи з проштампованими отворами круглої, прямокутної і рідше квадратної форми, які розташовані лінійно, паралельними рядами, в шаховому порядку або «у ялинку». Товщина листа ш.с. залежить від розміру отворів (крупності грохочення) і становить 4 до 25 мм. Основні переваги ш.с. – жорсткість і зносостійкість конструкції у порівнянні з дротяними ситами, але вони ним поступаються за матеріалоємністю та величиною живого перетину, який рідко перевищує 40 %. Із збільшенням розміру отворів сита площа живого перетину збільшується, але при цьому зменшується жорсткість просіюючої поверхні. Ш.с. кріпляться на тих же рамках і тим же способом, що й дротяні, завдяки чому забезпечується їхня взаємозамінність.  
Перевага сталевих решіт — висока зносостійкість (4 — 6 місяців), а решіт з литої гуми — у 10-20 разів більше. Недолік решіт — малий живий перетин (до 40 %).